# Antymonek glinu
Antymonek glinu, AlSb – nieorganiczny związek chemiczny połączenie glinu i antymonu, półprzewodnik.
Zastosowanie w produkcji m.in. detektorów promieniowania X oraz gamma działających w temperaturze pokojowej.
Jego szerokość przerwy zabronionej w temperaturze 300 K wynosi 1,6 eV.